# James Forrest
James Forrest, född 7 juli 1991, är en skotsk fotbollsspelare (ytter) som spelar för Celtic i Scottish Premiership. Han har även representerat Skottlands landslag. Forrest, som är en egen produkt av Celtic har spelat hela sin professionella karriär i klubben och ses som en av deras främsta spelare genom tiderna. Han har blivit utsedd till både årets unga spelare och årets spelare i såväl Celtic som i Scottish Premiership.

## Karriär
James Forrest föddes och växte upp i Prestwick och hade som ung även en lovade karriär i Tennis. Forrest gick med i Celtics ungdomsakademi 2003 och gjorde sin A-lagdebut i slutet av säsongen 2009–10, i en 4-0-seger över Motherwell den 1 maj 2010, där han dessutom gjorde sitt första mål för klubben. Som ung spelare betraktades han allmänt som en av de mest lysande talangerna i skotsk fotboll. Han utvecklades snabbt till att bli en nyckelspelare i en framgångsrik era för Celtic och har vunnit nio raka ligamästerskap med Celtic.
Den 15 oktober 2022 gjorde han sitt 100:e mål för klubben och blev därmed den trettionde spelaren i klubbens historia med att göra det. Den 17 december 2022 blev han den tredje spelaren med att nå både 100 mål och 100 assist för klubben. De övriga två är Henrik Larsson och Jimmy Johnstone.
Den 1 augusti 2023 spelade Celtic en hyllningsmatch för att hedra Forrest mot spanska Athletic Bilbao.

## Landslagskarriär
Forrest gjorde sin landslagsdebut för Skottland i en vänskapsmatch mot Irland den 29 maj 2011. I maj 2021 blev han uttagen i Skottlands trupp till Fotbolls-EM.

## Meriter

### Celtic
- Scottish Premiership: 2011/2012, 2012/2013, 2013/2014, 2014/2015, 2015/2016, 2016/2017, 2017/2018, 2018/2019, 2019/2020, 2021/2022, 2022/2023 2023/2024
- Scottish Cup: 2010/2011, 2012/2013, 2016/2017, 2017/2018, 2018/2019, 2022/2023
- Scottish League Cup: 2014/2015, 2015/2016, 2016/2017, 2017/2018, 2018/2019, 2019/2020, 2022/2023

### Individuellt
- Celtic Young Player of the Year: 2010/2011, 2011/2012
- SWFA Young Player of the Year: 2011/2012
- PFA Scotland Young Player of the Year: 2011/2012
- SWFA Player of the Year: 2018/2019
- Scottish Premiership Player of the Year: 2018/2019